# Buttermere (Cumbria)
Pour les articles homonymes, voir Buttermere.
Buttermere est un village et une paroisse civile de Cumbria, situé dans le nord-ouest de l'Angleterre.